# Бытков
Бы́тков (укр. Битків) — посёлок в Пасечнянской сельской общине Надворнянского района Ивано-Франковской области Украины, в 12 км к западу от железнодорожной станции Надворная.

## История
В январе 1989 года численность населения составляла 4003 человек.

## Промышленность
В окрестностях Биткова месторождения нефти и природного газа. Газолиновый завод, нефтяные промыслы.

## Социальная инфраструктура
В поселке есть две общеобразовательные школы I—III ступеней, одна школа I ступени, городская больница со стационарным отделением и 4 службами: лабораторией, обзорная и физиотерапичним кабинетами, кабинетом функциональной диагностики, дом культуры, библиотека. Посёлок газофицирован, имеет частичное уличное освещение.

## Религия
На территории посёлка находятся две греко-католические церкви: «Успения Пресвятой Девы Марии» и «Святого Иосафата».

## Известные жители и уроженцы
- Бенюк, Пётр Михайлович (1946—2019) — советский и украинский актёр театра и кино, народный артист Украины (1996).
- Богдан Михайлович Бенюк (р. 1957) — народный артист Украины (1996).
- Роман Васильевич Максимюк (р. 1974) — украинский футболист, полузащитник.
- Иоанн (Бойчук) (в миру — Васи́лий Ива́нович Бойчу́к (1957—2020) — епископ Православной церкви Украины.

## В искусстве
- В кинематографе — Дума о Ковпаке